# Mon cadeau
Singles de Elsa
Jamais nous
(septembre 1989) Solo era un sueño
(avril 1990)
Pistes de Elsa
Sud-Africaine
Mon cadeau est le 9e single physique d'Elsa. 4e extrait de son album Elsa, uniquement destiné aux professionnels du disque au Canada.
Elsa l'a chantée en live lors de sa série de concerts à l'Olympia et dans la tournée qui suivit.
Aucun vidéo clip ne fut tourné à l'occasion de cette sortie.

## Supports commerce
- 45 tours promo
  - Face A : Mon cadeau 3:50
  - Face B : Mon cadeau 3:50

La chanson est également, sur la compilation Elsa, l'essentiel 1986-1993.